# Shōta Matsuda
Shōta Matsuda (jap. 松田翔太 Matsuda Shōta; ur. 10 września 1985) – japoński aktor filmowy i telewizyjny.

## Filmografia

### TV Dramy
- 2005: Yankee bokō ni kaeru jako Noriyuki Takahashi (Special)
- 2005: Hana Yori Dango jako Sōjirō Nishikado
- 2006: Regatta jako Seiya Yagi
- 2006: Top Caster jako Shunpei Iga
- 2007: Jyotei jako Date Naoto
- 2007: Liar Game jako Shinichi Akiyama
- 2007: Hana Yori Dango Returns jako Sōjirō Nishikado
- 2008: Bara no nai hanaya jako Naoya Kudō
- 2008: Atsuhime jako Iemochi Tokugawa
- 2009: Meitantei no okite jako Daigoro Tenkaichi
- 2009: Love Shuffle jako Sera Ojiro
- 2009: Liar Game 2 jako Shinichi Akiyama
- 2010: Tsuki no koibito jako Kazami Sai
- 2010: Nagareboshi jako Ryō Kamiya
- 2011: Don Quixote jako Masataka Shirota
- 2012: Taira no kiyomori jako cesarz Go-Shirakawa
- 2013: Sennyu tantei tokage jako Tōru Oribe
- 2014: Umi no ue no shinryōjo jako Sezaki Kōta
- 2016: Dias Police: Ihō keisatsu jako Saki Kubozuka

### Filmy
- 2006: Aru ai no uta jako Takumi Nanase
- 2008: Ikigami jako Kengo Fujimoto
- 2008: Rokumeikan jako Isao Kiyohara (film TV)
- 2011: Sumagura: Omae no mirai o erane jako policjant
- 2013: 1905 jako Tamotsu Katō
- 2014: Sweet Poolside jako Mitsuhiko Ota
- 2015: Initiation Love jako Suzuki
- 2016: Dias Police: Dirty Yellow Boys jako Saki Kubozuka

## Nagrody i nominacje
W 2008 roku zdobył nagrodę „najlepszy debiutant” podczas Nagrody Japońskiej Akademii Filmowej za rolę w filmie Ikigami.